# Paper.io 2
Paper.io 2 è un videogioco online multiplayer disponibile per iOS, Android e browser web.
Il videogioco ha più di 266 milioni di download solo da Google Play e da App Store, secondo gioco della Voodoo per download dopo Helix Jump con 503 milioni di download a febbraio 2021.